# آيت موسى حمي (آيت ولال بطيط الشمالية)
آيت موسى حمي هو دُوَّار يقع بجماعة بطيط، إقليم الحاجب، جهة فاس مكناس في المملكة المغربية. ينتمي الدوّار لمشيخة آيت ولال بطيط الشمالية التي تضم 4 دواوير. يقدر عدد سكانه بـ 2502 نسمة حسب الإحصاء الرسمي للسكان والسكنى لسنة 2004.

## وصلات خارجية
- البوابة الوطنية للجماعات الترابية
- المندوبية السامية للتخطيط